# Јелена Лазаревић Балшић Косача
Јелена Лазаревић, удата Балшић, а потом Косача (Прилепац, између 1366. и 1371 — март 1443) била је српска племкиња. Она је била ћерка српског кнеза Лазара и кнегиње Милице. Удала се 1386. године за зетског господара Ђурђа II Балшића (у. 1403). Оставши удовица, касније се преудала (крајем 1411. године) за војводу Сандаља Хранића Косачу (у. 1435). Уживала је велики углед, као покровитељка Српске православне цркве, а сачувани део њене преписке сврстава се у врх српске средњовековне епистолографске књижевности.

## Биографија
Муж јој је поверавао дипломатске послове. После његове смрти (1403) помаже сину Балши III у управљању земљом и да ратује са Млечанима. Када су Млечани захтевали да дође до закључења мира 1409. и Балша дође у Млетке, уместо сина одлази Јелена и прима на себе сву кривицу за рат.
Преудала се 1411. за босанског великог војводу Сандаља Косачу, господара Хума, са којим није имала деце.
После смрти сина Балше III у Зети је 1440. саградила Богородичину цркву у Горици (Брезовици-Бешци), острву на Скадарском језеру и одредила је себи за гроб.
У Дубровнику (1427—1440) и на Бешки (1441—1443) Јелену је често посећивала најмлађа сестра принцеза Оливера, удовица султана Бајазита I. Сматра се да је Оливера тада у Зети обављала и неке тајне дипломатске послове у име њиховог сестрића деспота Ђурђа Бранковића, тадашњег владара Србије.

## Књижевни значај
Око 1440. водила је преписку са својим духовником Никоном Јерусалимцем, која сведочи о њеним духовним интересовањима и знатном књижевном дару. Њена 3 писма (прво је у целини уништено) и своја три одговора уврстио је Никон у зборник намењен горичкој гробној цркви, данас познат као Горички зборник. Иако удаљена од моравске Србије, са средиштем у Зети и скадарским манастирима, Јелена Балшић наставља монашку духовност и монашку књижевност моравског књижевног круга који се био угасио са Иноком из Далше. Њена писма (нарочито друго, под насловом Описаније богољубно) представљају висок домет српске епистоларне књижевности, са вешто употребљеним реторским фигурама, узвишеног стила и дубоко лична, али одмерена и природна у изразу.

## Порекло и породица
Као трећа ћерка, Јелена је одрасла на двору свог оца, кнеза Лазара, и мајке, кнегиње Милице, која је припадала бочној линији Немањића (пошто је њен отац, кнез Вратко, био директан потомак Вукана, најстаријег сина Стефана Немање ). Поред Јелене, они су имали још седморо деце. Као велики љубитељ књиге и образована особа, називана је „Учена“. У Зети ће је звати и „госпођом Леном“.
| Јеленина браћа и сестре | Јеленина браћа и сестре         | Јеленина браћа и сестре                                                        | Јеленина браћа и сестре |
| ----------------------- | ------------------------------- | ------------------------------------------------------------------------------ | ----------------------- |
| Јеленина браћа          |                                 |                                                                                |                         |
| Име                     | Живео                           | Титула                                                                         |                         |
| Добровој                | (умро као мало дете)            |                                                                                |                         |
| Вук                     | (?—1410)                        | кнез                                                                           |                         |
| кнез Стефан             | (1377—1427)                     | Србије (1389—1402) ; деспот Србије (1402—1427)                                 |                         |
| Јеленине сестре         |                                 |                                                                                |                         |
| Име                     | Живела                          | Брак(ови)                                                                      |                         |
| Мара                    | (?—1426)                        | Вук Бранковић, око 1371. године                                                |                         |
| Драгана                 | (?—?)                           | Јован (1371—1395) или његов син Александар (Искандер) Шишман, око 1386. године |                         |
| Теодора (Јелена)        | (?—пре 1405)                    | Никола II Горјански, око 1387. године                                          |                         |
| Оливера                 | (око 1378 — после 1443. — 1444. | Бајазит I (1389—1403), 1390. године                                            |                         |

## Двор у Улцињу
Удала се за знатно старијег, Ђурђа II Балшића, господара Зете (који је на тај начин учврстио везе са српском владајућом породицом, с обзиром да му је мајка Милица била ћерка краља Вукашина Мрњавчевића). На свом двору, у Улцињу, Јелена се посветила подизању и васпитавању деце. Боравили су и у Бару , где је зетски господар такође имао конак и ковницу новца. Нова средина се разликовала од њеног родног краја: ма колико пословењено, градско становништво у Улцињу и Бару је било већином католичко и везано за своје романско порекло (као, уосталом, у свим приморским градовима Доње Зете). Била је позната као покровитељ и заштитник свих православних цркава у својој држави, а хроничар описује да је била „висока стаса, танка струка, мљечнобелог дугуљастог образа, златне косе, са дијадемом поврх чела и са многобројним брилијантима и сафирима“.

## Тешка времена за „господаре Улциња“
Ђурађ II склапа мир са Турцима 1386. године, али не јењавају стара непријатељства породице Балшић са босанским краљем Твртком I. Њен муж не учествује у сукобу на Косовском пољу 1389. године (без обзира на његово сродство са кнезом Лазаром и Вуком Бранковићем ). У то време се налазио у Будви (почетак јула), а на позив градске властеле посећује Дубровник, у августу 1389. године. Пораз српске војске на Косову и очева смрт, први је у низу трагичних догађаја и невоља које ће пратити Јелену у Зети. Била је сведок настојања Вука Бранковића (владао је и североисточним деловима данашње Црне Горе који су припадали старој Рашкој, а породици Бранковић ће владати тим крајевима, до 1455) да на штету Балшића прошири поседе до обала Јадранског мора. После унутрашњег раздора у држави и одметања властелинске породице Црнојевића 1392. године, њеног супруга, Ђурђа II, Млечани и Дубровчани називају само „господарем Улциња“. Турци користе унутрашњи сукоб и привремено продиру до Приморја. Јелена узалудно тражи помоћ од Млечана, када је Ђурђа на преговорима заробио паша Јагит-бег (учесник Косовске битке). Радич Црнојевић успева од Балшића да отме Будву и околину Котора (25. маја 1396. погинуће у сукобу са војском Ђурђа II). Потом Будву преузима босански војвода Сандаљ Косача и привлачи на своју страну Паштровиће (иначе следбенике Црнојевића). Јелена је била сведок када је Ђурађ II од Турака преотео градове Скадар, Дриваст и Св. Срђ, али и олако предао (14. априла 1396) исте градове са околном територијом Млечанима, уз годишњу провизију од 1000 дуката. Исте године дошло је до именовања њеног мужа за кнеза Хвара и Корчуле.

## Први сусрет са братом, као деспотом Србије
Годину дана пре смрти свог супруга Ђурђа II , Јелена је имала прилику да угости свог брата Стефана. Наиме, након пораза Бајазита код Ангоре, 28. јула 1402. године, из Цариграда се, морским путем, са титулом деспота у своју земљу враћао Стефан Лазаревић. Искрцао се у Бару, па преко Скадра и млетачких поседа прешао у Србију, путем који је водио у Жичу. Притом је избегавао заседе Бранковића, а пратио га је војни одред из Зете.

## Главни саветник господара Зете
После смрти супруга, 1403. године у Улцињу, Јелена је помишљала да се замонаши, али пошто је њен син Балша III са само седамнаест година преузео владање државом, одустала је од тога. С бескрајним жаром и енергијом борила се за очување Зете, првенствено од млетачке експанзије. Балши III и његовој мајци „госпођи Лени“ била је страна ситна политика Ђурђа II, који је Млечанима дословно поклонио стратегијски важна и плодна места у скадарском крају. На земаљском сабору у Бару, који је сазвала почетком 1404. године, потврдила је (зетским и арбанашким великашима, православним и католичким великодостојницима) да поставља на престо свог сина Балшу, као и да ће му до његовог пунолетства помагати у управљању државом. Такође, предложила је да се поништи уговор којим су Скадар и околни градови уступљени Млетачкој републици, за шта је добила подршку. Јелена се ослањала на свог брата, српског деспота Стефана, а њен син Балша III је више од половине своје владавине ратовао са Млечанима (Први и Други скадарски рат). Веран поукама своје мајке, зетски господар је пред Млечанима у доба мира иступао као заштитник старих права српских цркава, скромно их помажући, колико је то било у његовој моћи.

## Губитак двора у Улцињу
Године 1405. Балшићи губе Улцињ (двор), Бар и Будву (градови који су сами признали млетачку власт). Јелена је принуђена да се са сином привремено склони у тврђаву Дриваст, док и она није пала под власт Републике. За ратних година Јелена је са сином пребегла у Горњу Зету, често мењала боравиште и између осталих имала привремене дворове у пределима око Скадарског језера, (Бериславцима у Подлужју и Годиње у Црмници). Њихова је борба била готово герилска и често су мењали положаје. Учествовала је у куповини оружја и подстицала кријумчарење соли у соланама, само да обори Млечанима цену и поквари им посао. У Венецији је 29. октобра 1409. сама водила преговоре са Републиком, преузимајући на себе одговорност за ратно стање у Зети. Дипломатске преговоре у Дубровнику водила је и са хумским војводом Сандаљом Косачом, још док је њен први муж био жив. После тога, војвода је престао да напада Зету. Није је нападао ни када је њен син Балша започео рат са Млечанима.

## Удаја за војводу Хума, Сандаља Косачу
Пошто је њен син са војском, 1410. године, кренуо на Скадар, пустошећи његову околину и опседајући градску тврђаву, Јелена се у децембру 1411. удаје за босанског хумског војводу, Сандаља Косачу (напустио је своју дотадашњу, другу жену, Хрвојеву синовицу Катарину. Интересантно да је прва жена Сандаља Косаче, Јелена (? — 1402). била удовица Радича Црнојевића, одметнутог од владара Зете и непријатеља њеног првог мужа Ђурђа II Балшића (Радич је и настрадао у оружаном сукобу са војском Балшића још 1396). Овим браком своје мајке, Балша III поред ујака, Стефана Лазаревића, добија јако савезништво и са Косачама. Јелена у Босни прима вести (1412) да је њен син у Зети успео да освоји Улцињ, Бар (који је прогласио за своју престоницу) и Стари Град (Будву). Наставила је са дипломатским активностима, па на двору у Будиму присуствује сабору владара и великаша, као војводина жена.

## Смрт сина Балше
Предосећајући свој крај, док су његови људи током другог рата преговарали у Млецима (позајмивши новац од Ратачке опатије), кренуо је Балша III за Србију, свом ујаку Стефану Лазаревићу. Умро је у деспотовом двору, у Београду, 28. априла 1421. године и тамо је сахрањен. Балша није имао мушког наследника, а један син рођен 1415. године умро је у раном детињству. Мајка Јелена одређена је за једину наследницу Балшине имовине. Балшина удовица Боља са двије малолетне кћери, склонила се код родитеља, у Дањ. Старија Јеленина унука, именом такође Јелена, 1424. године (са 17 година) удаће се за босанског великог војводу Стефана Вукчића Косачу, а млађа унука, Теодора, за босанског велможу Петра Војсалића. У прво време после смрти зетског господара, као да нико није водио рачуна о томе — да је својом последњом вољом Балша III — завештао државу у аманет деспоту, Стефану Лазаревићу (Стефану Високом) и да је Зета поново била у саставу Србије. Зато је Јеленин брат, морао завршити рат (у општем расулу после смрти господара Зете) и од Млечана повратити изгубљене поседе Балшића.

## Период од 1435. до 1443. године
Јелена је поново постала удовица 1435. године и напустивши хумске пределе, вратила се у Зету. Савременик је нових бурних догађаја у Деспотовини Србији, од 1441– 1443. када је братанац и наследник њеног последњег супруга Сандаља Косаче — хумски војвода Стефан Вукчић Косача (у савезу са Стефаницом Црнојевићем) са војском упао у Зету и освојио трг Подгорицу, Медун и Соко (штитарски) у Горњој Зети и Бар у Доњој Зети.

### Горички зборник
Јелена се никад није закалуђерила, за разлику од своје мајке Милице.
Успомене из младости везивале су Јелену за опустеле православне цркве расуте по острвцима и обали Скадарског језера. На острву Бешка (Бешка горица) обновила је запуштену цркву св. Ђорђа и у њеној близини подигла цркву св. Богородице, са жељом да је у њој сахране. Остарела супруга двојице владара, жена дипломат, сада више мисли о вредностима које „нису од овога света“. Никон Јерусалимац, Јеленин лични исповедник, саставља за своју господарицу Горички зборник (1441—1442).

### Смрт
Јелена је умрла 1443.. године. Сахрањена је у цркви св. Богородице, на острву Бешка (Бешка горица). Те године, Бар (некада престоно место њеног сина) по трећи је пут пао у руке Млечана, који су га држали наредних 128 година, све до турског освајања.
Током видовданских свечаности, део Јелениних мошти је враћен у родни Крушевац.

## Награда „Јелена Балшић“
Од 2007. године уведена је Награда за књижевност „Јелена Балшић“. Добитник ове награде 2019. године је Рајко Петров Ного.

## Преводи на савремени српски језик
- Две посланице Јелене Балшић и Никонова Повест о јерусалимским црквама и пустињским местима, превод Ђорђе Трифуновић, “Књижевна историја”, V, 18, Београд (1972). стр. 289–327.
- Тестамент Јелене Балшић; Друга Јеленина посланица Никону Јерусалимцу; Трећа Јеленина посланица Никону Јерусалимцу. У: „Списи о Косову“, приредила Милица Грковић, Београд, Просвета, СКЗ, 1993, Стара српска књижевност у 24 књиге, књ. 13.

## Породично стабло
|  |                                   |  |  |  |  |  |  |  |  |  |  |  |  |  |  |  |
|  | 4. Прибац Хребељановић            |  |  |  |  |  |  |  |  |  |  |  |  |  |  |  |
|  |                                   |  |  |  |  |  |  |  |  |  |  |  |  |  |  |  |
|  |                                   |  |  |  |  |  |  |  |  |  |  |  |  |  |  |  |
|  | 2. Лазар Хребељановић             |  |  |  |  |  |  |  |  |  |  |  |  |  |  |  |
|  |                                   |  |  |  |  |  |  |  |  |  |  |  |  |  |  |  |
|  |                                   |  |  |  |  |  |  |  |  |  |  |  |  |  |  |  |
|  | 1. Јелена Лазаревић Балшић Косача |  |  |  |  |  |  |  |  |  |  |  |  |  |  |  |
|  |                                   |  |  |  |  |  |  |  |  |  |  |  |  |  |  |  |
|  |                                   |  |  |  |  |  |  |  |  |  |  |  |  |  |  |  |
|  | 24. Дмитар Немањић                |  |  |  |  |  |  |  |  |  |  |  |  |  |  |  |
|  |                                   |  |  |  |  |  |  |  |  |  |  |  |  |  |  |  |
|  |                                   |  |  |  |  |  |  |  |  |  |  |  |  |  |  |  |
|  | 12. Вратислав Немањић             |  |  |  |  |  |  |  |  |  |  |  |  |  |  |  |
|  |                                   |  |  |  |  |  |  |  |  |  |  |  |  |  |  |  |
|  |                                   |  |  |  |  |  |  |  |  |  |  |  |  |  |  |  |
|  | 6. Вратко Немањић                 |  |  |  |  |  |  |  |  |  |  |  |  |  |  |  |
|  |                                   |  |  |  |  |  |  |  |  |  |  |  |  |  |  |  |
|  |                                   |  |  |  |  |  |  |  |  |  |  |  |  |  |  |  |
|  | 3. Милица Хребељановић            |  |  |  |  |  |  |  |  |  |  |  |  |  |  |  |
|  |                                   |  |  |  |  |  |  |  |  |  |  |  |  |  |  |  |
|  |                                   |  |  |  |  |  |  |  |  |  |  |  |  |  |  |  |